# ルノホート1号
ルノホート1号（Lunokhod 1、ロシア語: Луноход-1）は、ロシア語で「月面を歩く者」という意味を持つ、ルノホート計画の一環としてソビエト連邦により史上初めて月に送られた2機の無人ローバーのうちの1機である。ルナ17号によって月に運ばれた。ルノホートは、史上初めて他の天体の上に到着した遠隔操作可能なロボットである。

## 概要
ルノホート1号は、凸状の大きな蓋がついた8つの独立駆動するタイヤを備えたたらいのような形の月面車である。長さは2.3mである。ルノホートは円錐型のアンテナ、高指向性のヘリカルアンテナ、4つのテレビカメラ、月の土壌の密度や力学特性を試験するために月面に衝突させられる特殊な拡張性装置を備えていた。またX線分光計、X線望遠鏡、宇宙線検出器、レーザー装置も備えていた。蓋の下側には、月の昼間に太陽電池で再充電を行うバッテリーを積み、動力源としていた。真空の中を進むために、フッ化物でできた特別な潤滑油が用いられ、電気モーターは気圧を保った容器の中に収められた。月の夜間には、蓋は閉じ、ポロニウム210放射性同位体ヒーターで内部を活動温度まで温める。ルノホートは、月面上で月の3日間（地球の時間で約3ヶ月間）働くように設計されていたが、実際には、月の11日間も作動した。

## 打上げと軌道
ルナ17号は1970年11月10日14時44分01秒UTCに打ち上げられた。宇宙待機軌道に達した後、ルナ17号の最終段のロケットが点火され、14時54分UTCに月に向かった。11月12日と14日に2度、手動で軌道の修正を行った後、11月15日22時00分UTCに月周回軌道に入った。

## 着陸と表面の探査
11月17日03時47分UTCに探査機は雨の海に軟着陸し、06時28分UTCにローバーが月面に走り出た。
ローバーは月の昼の間じゅう走り、太陽電池でバッテリーを充電するために時々止まった。月の夜の間は、次の夜明けが来るまでは放射性物質の崩壊熱で内部を保温した。
1970年
- 11月17日-11月22日:ローバーは197m進み、10回の通信セッションの間に14枚の月面画像と12枚のパノラマ画像を地球に送信した。月の土壌の分析も行った。
- 12月9日-12月22日:1,522m

1971年
- 1月8日-1月20日:1,936m
- 2月8日-2月19日:1,573m
- 3月9日-3月20日:2,004m
- 4月8日-4月20日:1,029m
- 5月7日-5月20日:197m
- 6月5日-6月18日:1,559m
- 7月4日-7月17日:220m
- 8月3日-8月16日:215m
- 8月31日-9月14日:88m

## ミッションの終了と結果
1971年9月14日13時05分UTCにルノホート1号と地球との最後の通信セッションが終わった。通信の回復が試みられたが、上手くはいかず、公式にはスプートニク1号の記念日に当たる10月4日をもってルノホート1号の運用は終了した。地球時間で322日間に渡る運用で、ルノホートは10,540mを移動し、20,000枚を越える画像、206枚の高解像度パノラマ画像を地球に送信した。さらに、蛍光X線分光計や透過度計を用いて、500の異なった地点で月の土壌についての25の分析を行った。

## 現在の位置
ルノホート1号の最後の位置は長く不明とされたが、2010年4月、カリフォルニア大学サンディエゴ校のチームがアパッチポイント天文台で、アメリカ航空宇宙局のルナー・リコネサンス・オービターを用いて、レーザー測定ができる範囲にまでオービタを近づける実験を行い、4月22日と23日に月面までの距離を測定することに何度か成功した。その結果、立体的な月面の地図を描くことによって、現在のルノホート1号の位置を1mの精度で特定することができた。またチームはルノホート1号の反射鏡を用いて実験を行うことによって、驚いたことに、月面上のどの部位よりも高い反射率を測定した。NASAの報道発表によると、研究チームのトム・マーフィーは「最初の挑戦でルノホートからの約2000個の光子を検出した。約40年経って、このローバーはまだ多くのことを語ってくれる」とコメントしたという。
2010年11月までに、ローバーの位置は約1cmの精度で特定された。月の縁に近い場所にあり、将来的に地球-月系の性質を調べるのに役立つと期待されている。